# Merhawi Kudus
Merhawi Kudus Ghebremedhin, né le 23 janvier 1994 à Asmara, est un coureur cycliste érythréen.

## Biographie

### Jeunesse et carrière amateur
En 2012, Merhawi Kudus remporte une étape du Tour du Rwanda et finit 6e du classement général, alors qu'il n'est encore que junior.
En 2013, il est sélectionné par son équipe nationale pour participer à la Tropicale Amissa Bongo, il y termine meilleur grimpeur et 18e du classement général. Il s'adjuge la 8e place du Fenkel Northern Redsea. Il prend aussi la 6e place du Circuit d'Asmara. Avec l'équipe du Centre mondial du cyclisme, il arrive en Europe pour courir quelques courses. Lors du Tour du Pays Roannais, il prend la 8e place de la course et termine meilleur grimpeur, réalisant ainsi son objectif de ramener le maillot de meilleur grimpeur.   Son directeur sportif révèle que son objectif est le Tour de l'Avenir. Il prend part en juillet au Tour de Côte-d'Or. Lors de la 1re étape encore en solitaire à quelques kilomètres de l'arrivée, il frôle la victoire avant d'être repris et d'échouer à la 2e place. Deux jours plus tard, il fait coup double en s'imposant en solitaire. 

Il remporte le classement général le lendemain. Ses bons résultats lui permettent d'être stagiaire à partir d'août dans l'équipe française Bretagne-Séché Environnement. Il dispute avec celle-ci le Tour de l'Ain, qu'il termine à la dix-septième place. Il est ensuite onzième du Tour de l'Avenir, quinzième du championnat du monde des moins de 23 ans. En fin d'année, il prend la troisième place du championnat d'Afrique sur route.

### Carrière professionnelle
Merhawi Kudus devient coureur professionnel en 2014 au sein de l'équipe sud-africaine MTN-Qhubeka. Durant cette saison, il est notamment deuxième du Tour de Langkawi, troisième du Mzansi Tour, cinquième de la Route du Sud. Durant l'été, il dispute le Tour d'Espagne, son premier grand tour, qu'il termine à la 92e place. En fin de saison, il est 25e du championnat du monde des moins de 23 ans.
En 2015, il gagne le championnat d'Afrique du contre-la-montre par équipes avec ses coéquipiers érythréen en début d'année. En juillet, il dispute son premier Tour de France. Âgé de 21 ans, il est le plus jeune participant de cette édition. Avec Daniel Teklehaimanot, il est le premier Érythréen à prendre part à cette course. Fin 2015 il prolonge le contrat qui le lie à son employeur.
En 2019, il rejoint l'équipe Astana. En février, il obtient sa première victoire de la saison lors de la deuxième étape du Tour du Rwanda. Le lendemain, il lève de nouveau les bras. Deuxième de la dernière étape remportée par son coéquipier Rodrigo Contreras, il remporte le classement général final. Deux semaines plus tard, il prend la 6e place de la course en ligne des championnats d'Afrique de cyclisme remportée par son compatriote Mekseb Debesay. De retour en Europe, il prend part au Tour de Catalogne où Miguel Ángel López s'impose puis au GP Miguel Indurain où se distingue de nouveau un de ses coéquipiers, Luis León Sánchez, deuxième. Seul non-kazakh de l'équipe alignée sur le Tour de Turquie, il y termine 3e au général.

## Palmarès
- 2012
  - 1re étape du Tour du Rwanda
- 2013
  - 4e étape du Tour d'Érythrée
  - Tour de Côte-d'Or :
    - Classement général
    - 3e étape

  - Freccia dei Vini
  -  Médaillé d'argent au championnat d'Afrique sur route espoirs
  - 2e du Tour d'Érythrée
  - 2e du Tour de León
  - 3e de Cirié-Pian della Mussa
  -  Médaillé de bronze au championnat d'Afrique sur route
- 2014
  - 2e du Tour de Langkawi
  - 3e du Mzansi Tour
- 2015
  -  Champion d'Afrique du contre-la-montre par équipes (avec Mekseb Debesay, Daniel Teklehaimanot et Natnael Berhane)
  -  Champion d'Afrique du contre-la-montre espoirs
  -  Champion d'Érythrée du contre-la-montre espoirs
  -  Médaillé d'argent du championnat d'Afrique sur route espoirs
- 2016
  -  Champion d'Érythrée sur route espoirs
  -  Champion d'Érythrée du contre-la-montre espoirs
  - 3e du championnat d'Érythrée du contre-la-montre
- 2018
  -  Champion d'Érythrée sur route
- 2019
  - Tour du Rwanda :
    - Classement général
    - 2e et 3e étapes

  - 3e du championnat d'Érythrée du contre-la-montre
  - 3e du Tour de Turquie
- 2021
  -  Champion d'Érythrée du contre-la-montre
  - 2e du championnat d'Érythrée sur route
  - 2e de l'Adriatica Ionica Race
- 2022
  -  Champion d'Érythrée sur route
  - 2e du championnat d'Érythrée du contre-la-montre
- 2024
  -  Médaillé d'or du contre-la-montre par équipes aux Jeux africains
  - Tour de l'Ijen
    - Classement général
    - 4e étape

  -  Médaillé d'argent du critérium aux Jeux africains
  - 2e du Tour de Turquie
  - 2e du Tour de Kumano
  - 2e du Tour du Japon
  -  Médaillé de bronze de la course en ligne aux Jeux africains
  -  Médaillé de bronze du contre-la-montre par équipes mixtes aux Jeux africains

## Résultats sur les grands tours

### Tour de France
1 participation
- 2015 : 84e

### Tour d'Italie
2 participations
- 2016 : 37e
- 2022 : 61e

### Tour d'Espagne
6 participations
- 2014 : 92e
- 2016 : 38e
- 2017 : abandon (7e étape)
- 2018 : 31e
- 2020 : 58e
- 2022 : 79e

## Classements mondiaux
| Année                                 | 2013 | 2014 | 2015 | 2016 | 2017 | 2018 | 2019 | 2020 | 2021 | 2022 | 2023 | 2024 |
| ------------------------------------- | ---- | ---- | ---- | ---- | ---- | ---- | ---- | ---- | ---- | ---- | ---- | ---- |
| UCI World Tour                        |      |      |      | nc   | 188e | 218e |      |      |      |      |      |      |
| Classement mondial                    |      |      |      | 301e | 323e | 404e | 117e | 524e | 224e | 446e | 558e | 188e |
| UCI Europe Tour                       | 404e | 376e | 680e | 663e | 479e | 534e |      |      |      |      |      |      |
| UCI Asia Tour                         | nc   | 39e  | nc   | 165e | 70e  | 208e |      |      |      |      |      |      |
| UCI America Tour                      | nc   | nc   | 333e | nc   | nc   | nc   |      |      |      |      |      |      |
| UCI Africa Tour                       | 16e  | 28e  | 82e  | 51e  | 42e  | nc   | 4e   | 14e  | 4e   | 16e  | 32e  | 4e   |
|                                       |      |      |      |      |      |      |      |      |      |      |      |      |
| Légende : nc = non classéSource : UCI |      |      |      |      |      |      |      |      |      |      |      |      |